# Putte-Kapellen

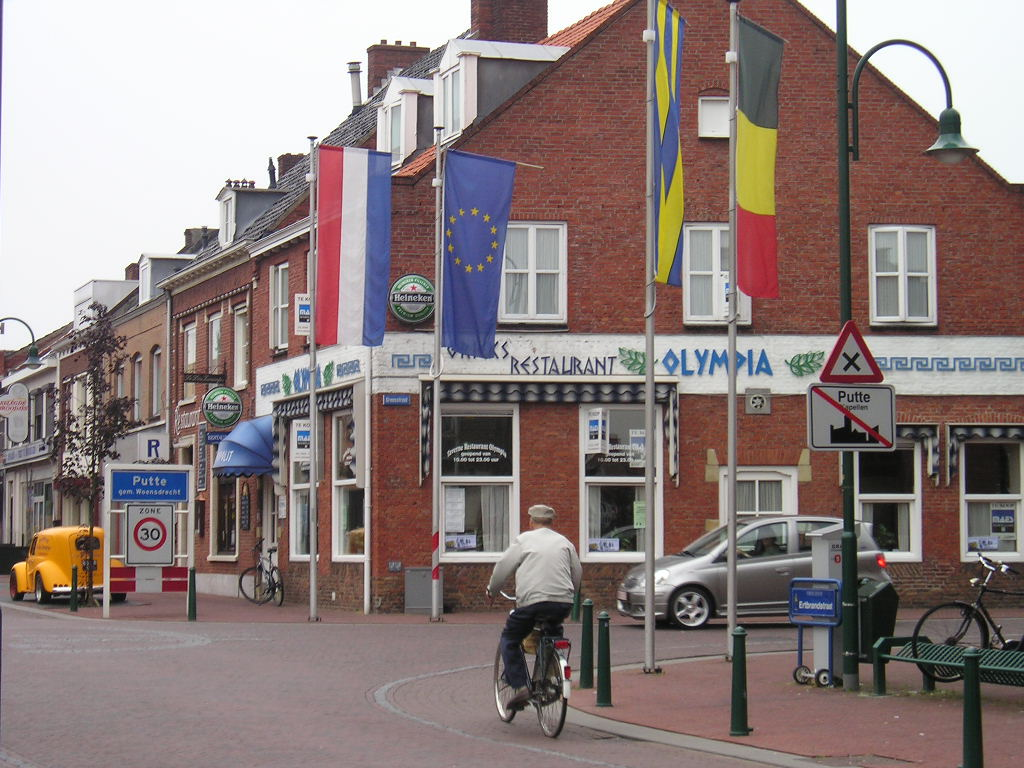
Grens tussen Nederland en België in Putte-Kapellen

Putte-Kapellen, ook Putte-Ertbrand genaamd, is het deel van het grensdorp Putte dat deel uitmaakt van de gemeente Kapellen.
Het Belgische deel van het grensdorp Putte bevindt zich in twee gemeenten: Kapellen en Stabroek. Het deel dat oostelijk van de Puttestraat/Ertbrandstraat ligt behoort tot Kapellen. De Grensstraat loopt langs de grens: de huizen aan de noordzijde van deze straat behoren tot Nederland, die aan de zuidzijde tot België. Op 1 januari 2007 woonden hier 3464 mensen.
Putte-Kapellen was sinds 1248 in het bezit van de familie Van Attenhoven, kwam aan het Land van Breda in 1275, om in 1287 in bezit te komen van de familie Van Gavere-Liedekerke en in 1302 van de familie Van Aarschot. Vervolgens kwam Putte-Kapellen om in de 16e eeuw bezit te zijn van de familie Van Bailleuil. In 1714 werd het gebied bij het bezit van de familie Salm-Salm gevoegd, die daarmee de gehele heerlijkheid Ekeren bezat. Deze was ook graaf van Hoogstraten. Dit alles duurde tot de Franse tijd.

## Bezienswaardigheden
- De Sint-Dionysiuskerk aan Ertbrandstraat/Vincent Mercierplein stamt uit 1948 en vervangt de in 1940 door het Belgische leger opgeblazen voorganger. Architect was Emiel Verschueren. Het is een neoromaanse bakstenen kerk met vierkante toren en een hoog schip. De kerk staat op de plaats waar sinds 1648 een grenskerk was opgericht ten behoeve  de uit Nederlands Putte afkomstige katholieken. In 1769 werd deze kerk vergroot en verfraaid door Johannes Josephus Moretus en in 1842 werd ze verheven tot parochiekerk. Pas in 1868 werden kerk en pastorie definitief aan België toegewezen. In 1894 brak brand uit, waarna een nieuwe kerk werd gebouwd, die echter in 1940 werd verwoest.
- De Antitankgracht die ten zuiden van Putte loopt en het Fort van Stabroek en het Fort van Ertbrand met elkaar verbindt.

## Nabijgelegen kernen
Putte (Woensdrecht), Putte-Stabroek, Kapellen, Heide